# فلورين أندوني
فلورين أندوني (بالرومانية: Florin Andone) (مواليد 11 أبريل 1993) هو لاعب كرة قدم روماني ، يلعب حاليًا لنادي ديبورتيفو لاكورونيا الإسباني في مركز الهجوم.

## روابط خارجية
- فلورين أندوني على موقع الاتحاد الأوربي (الإنجليزية)
- فلورين أندوني على موقع اتحاد تركيا (لاعب) (الإنجليزية)
- فلورين أندوني على موقع قاعدة بيانات كرة القدم.إي يو (الإنجليزية)
- فلورين أندوني على موقع ناشيونال فوتبول تيمز (الإنجليزية)
- فلورين أندوني على موقع Soccerbase.com (لاعب) (الإنجليزية)
- فلورين أندوني على موقع Soccerway.com (الإنجليزية)
- فلورين أندوني على موقع عالم كرة القدم.نت (الإنجليزية)
- فلورين أندوني على موقع AS.com (الإسبانية)